# TIMOCOM GmbH
TIMOCOM GmbH est une entreprise allemande informatique dont le siège est situé à Erkrath. Créée en 1997, cette entreprise est un prestataire de services pour toutes les entreprises de transport. Le nom de « Timo » est issu des premières lettres composant les noms des deux fondateurs : Jens Thiermann et Jürgen Moorbrink.
TIMOCOM est leader sur le marché européen avec la bourse de fret TC Truck&Cargo,.
Son but étant la transmission d'offres et de demandes relatives au transport par l’intermédiaire d’une place de marché virtuelle. Les produits et services de l’entreprise sont présents dans 44 pays européens et 24 langues.
En 2014, l’entreprise a déménagé et son siège est à présent situé à Erkrath. TIMOCOM dispose de trois succursales en Pologne, République tchèque et Hongrie ainsi que de deux bureaux en France et en Espagne.